# Tournus

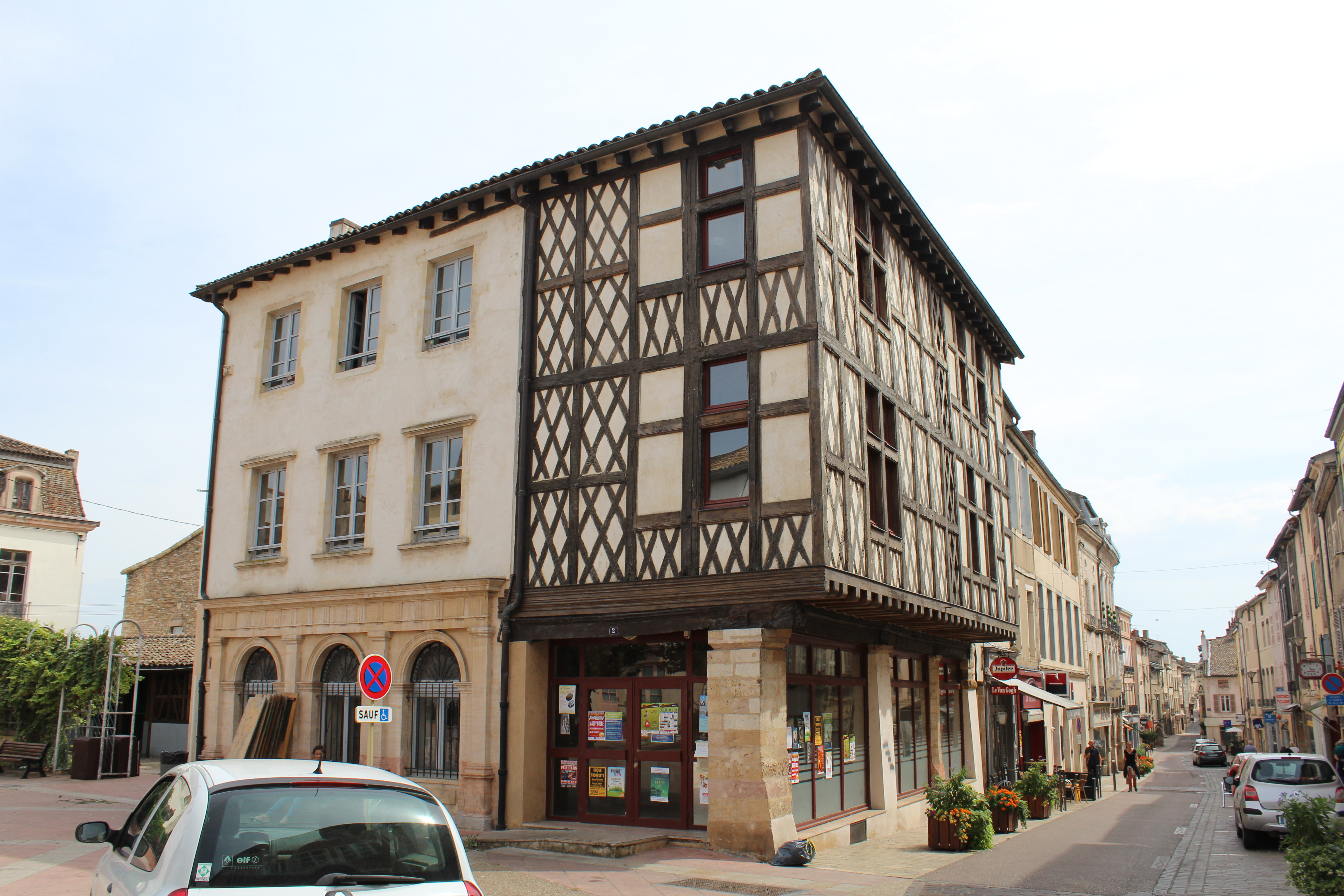
Rue de la République mit dem Logis de la Tête Noire

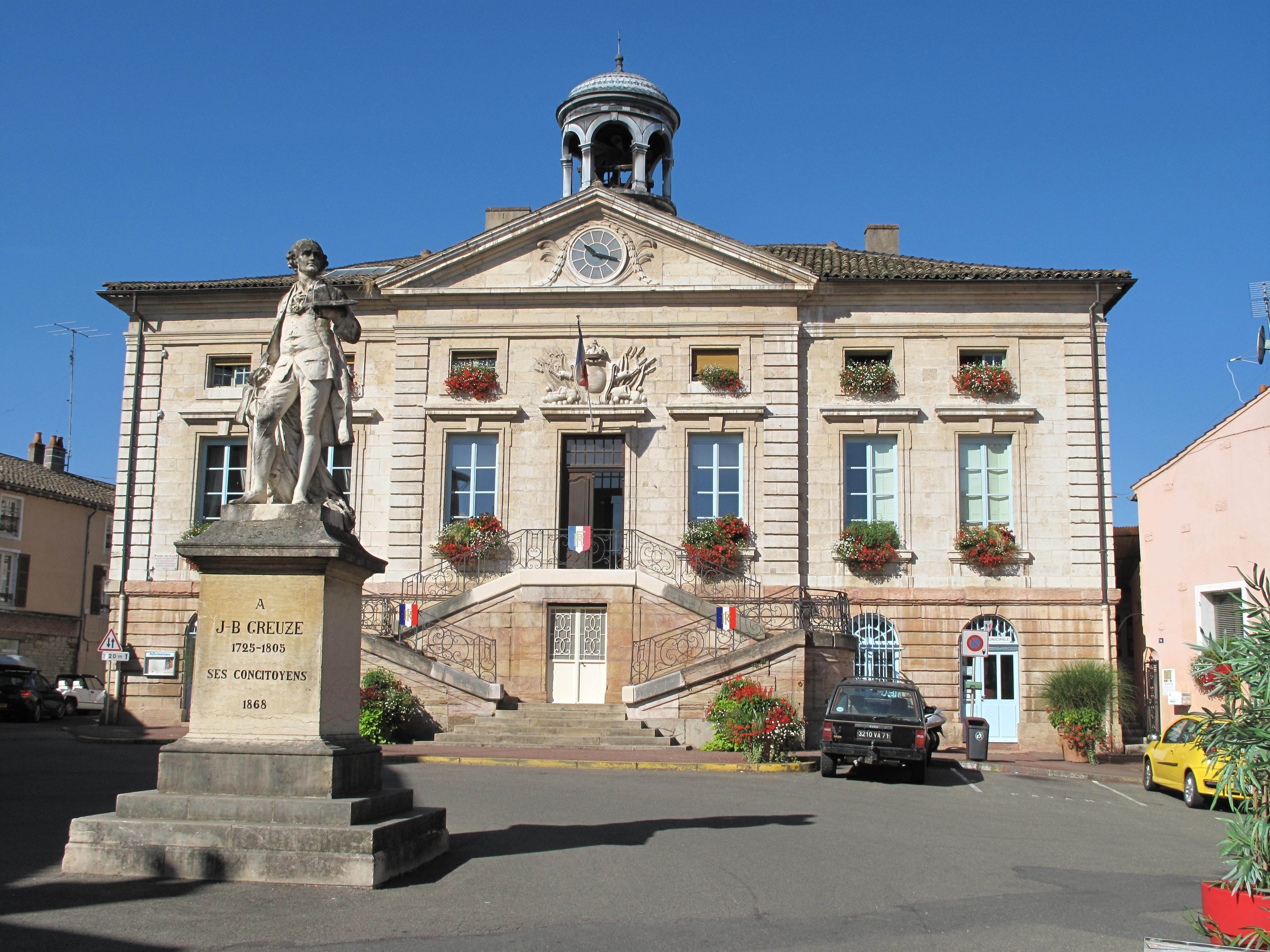
Hôtel de Ville (Rathaus)

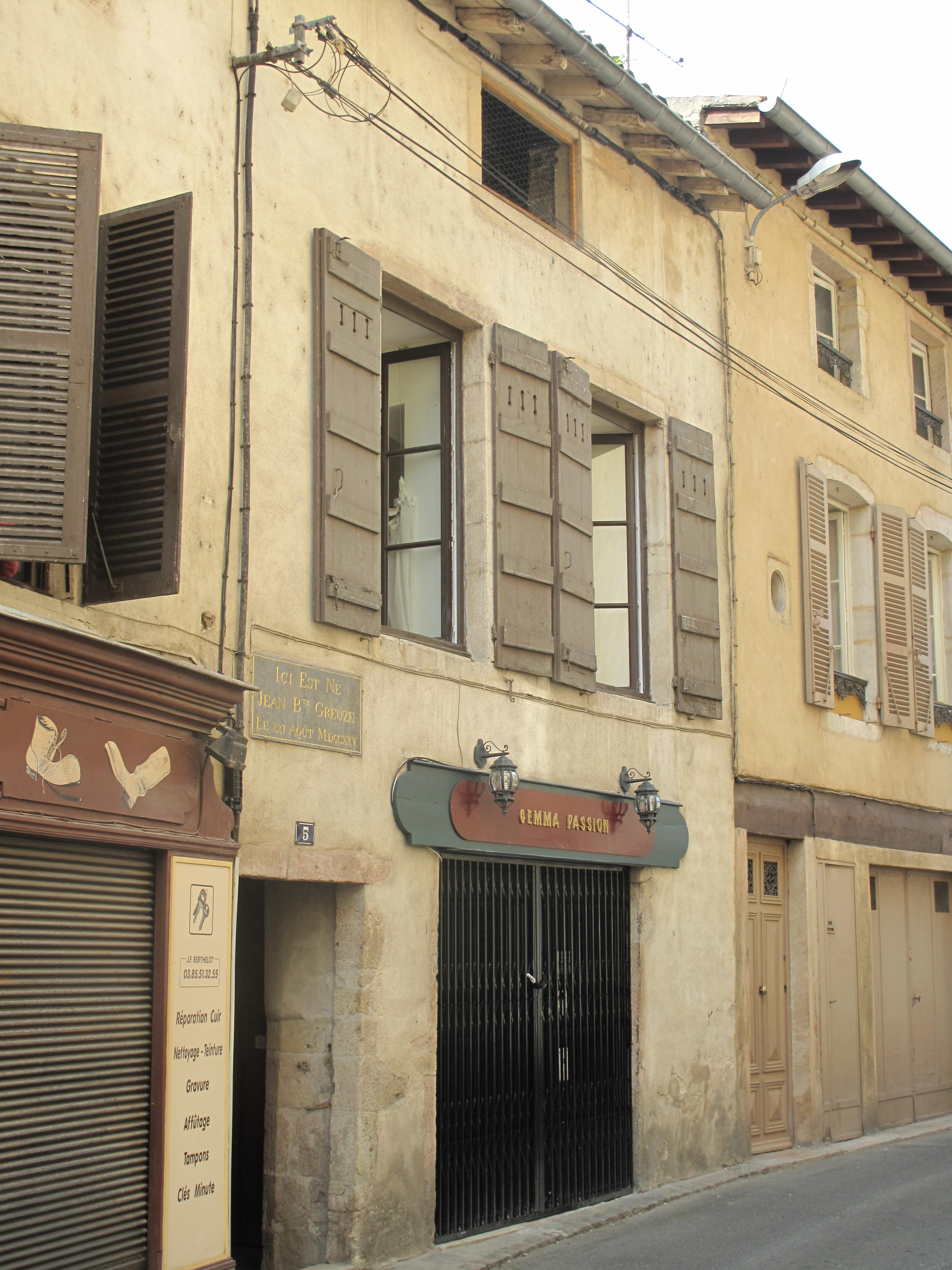
Geburtshaus des Malers Jean-Baptiste Greuze

Tournus [tuʁny] ist eine Stadt mit 5702 Einwohnern (Stand 1. Januar 2022) im französischen Département Saône-et-Loire in der Region Bourgogne-Franche-Comté.
Die Gemeinde Tournus ist Mitglied im Gemeindeverband Communauté des communes Mâconnais-Tournugeois.

## Geographie und Wirtschaft
Tournus liegt am rechten Ufer der Saône, 30 Kilometer nördlich von Mâcon und 27 Kilometer südlich von Chalon-sur-Saône.
Die wichtigsten Industriebetriebe der Stadt sind Tournus Équipement (Großküchen), Tefal (Pfannen, Töpfe) und Sherwin-Williams  (Chemie).
In der Umgebung von Tournus wird Weißwein der Appellation Mâcon Villages angebaut. Daneben ist auch die Viehzucht (Charollais-Rinder u. a.) von Bedeutung.

## Geschichte
Tournus war schon vor der Gründung der Abtei als Ort (villa) und als Burg (castrum) bedeutend, weil zahlreiche Urkunden dort ausgestellt wurden. Es begann 814 „in Tornone castro“ (RI Cluny no.003). 854 war Tornutium Ort einer Schenkung (RI DChII. no.162). 870 hieß der Ort Tinurtium (RI Tournus no.011). 875 urkundete Kaiser Karl II. (der Kahle) gleich zweimal hier, zunächst in „castrum Trenoretium“ und dann in „Turnucium villam“ (RI DChII. no.378f.). 878 – unter seinem Nachfolger König Ludwig II. – lesen wir erstmals von einem Kloster „in monasterio quod vocatur Tornucium“ (RI DLBII. no.016). Alle diese lateinischen Namen werden von den Herausgebern der Regesta Imperii (RI) mit dem heutigen Tournus verbunden.

## Verkehr
Tournus liegt an der Bahnstrecke Paris–Marseille, der Autobahn A 6 und der Nationalstraße N 5 sowie an der in diesem Bereich schiffbaren Saône.

## Politik
Tournus gehört zu den wenigen französischen Städten, in denen die Einrichtung einer Zone commerciale am Stadtrand durch den Widerstand der Bevölkerung verhindert wurde. Infolge der Proteste wurde der 2014 gewählte Bürgermeister Claude Roche 2017 zum Rücktritt gezwungen.

## Städtepartnerschaften
- Germersheim in Rheinland-Pfalz, Deutschland

## Bevölkerungsentwicklung
| Jahr      | 1793 | 1851 | 1901 | 1954 | 1962 | 1968 | 1975 | 1982 | 1990 | 1999 | 2007 |
| Einwohner | 4353 | 5613 | 4890 | 5453 | 5975 | 6673 | 7443 | 6977 | 6568 | 6231 | 5941 |

## Sehenswürdigkeiten
- Saint-Philibert: Die mehr als tausendjährige Kirche Saint Philibert ist der älteste erhaltene romanische Großbau Frankreichs. Sie ist benannt nach dem heiligen Philibert, dessen Reliquien in der Zeit der Überfälle der Normannen hierher gebracht wurden und gehörte einst zur Benediktinerabtei von Tournus. Architektonische Besonderheiten des Baus sind die Vielfalt der Gewölbeformen, mit denen hier experimentiert wurde (ungewöhnlich ist vor allem das Gewölbe des Langschiffs, dessen Tonnenwölbungen quer zur Richtung des Kirchenschiffs liegen), außerdem die Michaelskapelle im Obergeschoss der Westfassade und die mächtige Eingangshalle (Narthex).

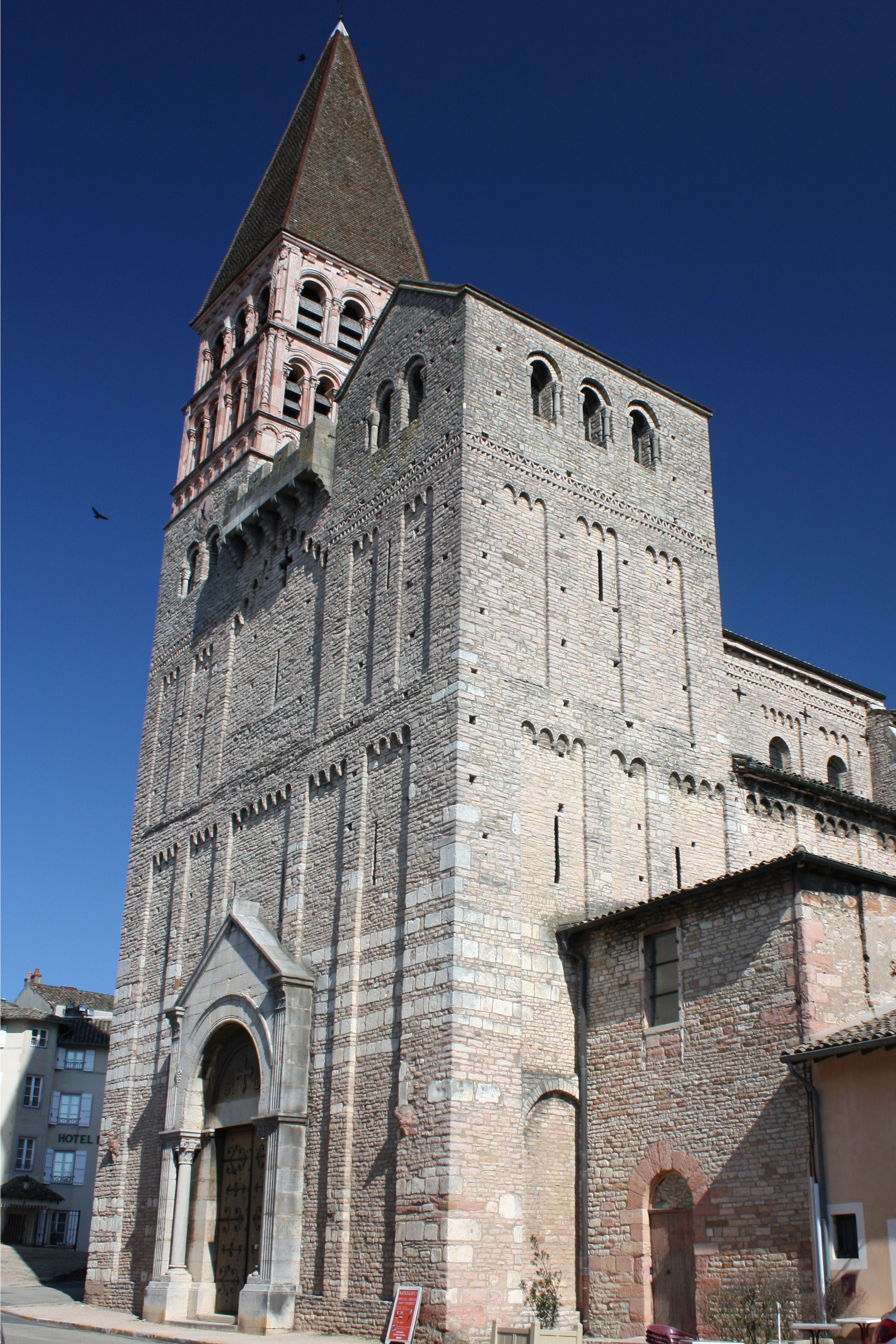
Saint-Philibert, Westfassade
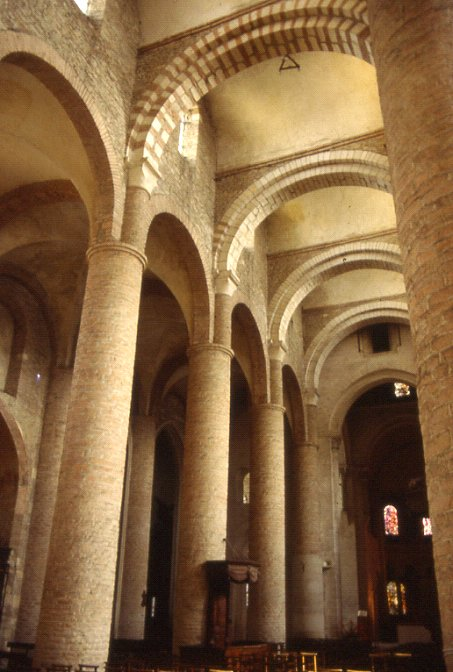
Saint Philibert, Tonnengewölbe

- Das Hôtel-Dieu ist ein früheres Hospital mit vollständig erhaltener historischer Einrichtung und einer Krankenhausapotheke aus dem 17. Jahrhundert. In dem Gebäudekomplex ist auch das Musée Greuze, ein städtisches Museum für Archäologie und Kunstgeschichte, untergebracht.

## Gastronomie
Tournus hat zwei Restaurants mit jeweils einem Michelin-Stern: Aux Terrasses und Greuze (L'Écrin de Yohan Chapuis).

## Söhne und Töchter
- Jean Magnon (1620–1662), französischer Dichter und Dramatiker
- Jean-Baptiste Greuze (1725–1805), französischer Maler
- Léopold de Folin (1817–1896), französischer Marineoffizier, Ozeanograph und Zoologe
- Albert Thibaudet (1874–1936), französischer Literaturkritiker und Schriftsteller
- Josiane Bost (* 1956), französische Radsportlerin
- Maëlle Pistoia (* 2001), französische Sängerin

## Sonstiges
Tournus war Startpunkt der 7. Etappe der Tour de France 2010. Das Musée de Vélo informiert über die Entwicklungsgeschichte des Fahrrads.